# 阿德金斯山
73°3′S 62°2′W / 73.050°S 62.033°W阿德金斯山（英語：Mount Adkins）是南極洲的山峰，位於帕爾默地，處於芬頓冰川終點以西的莫斯比冰川北岸，美國地質調查局根據測量和該國海軍的空中照片繪入地圖，現時由南極條約體系管理。